# Canihuel
Canihuel é uma comuna francesa na região administrativa da Bretanha, no departamento Côtes-d'Armor. Estende-se por uma área de 32,46 km². Em 2010 a comuna tinha 364 habitantes (densidade: 11,2 hab./km²).